# 코슈트 러요시 광장

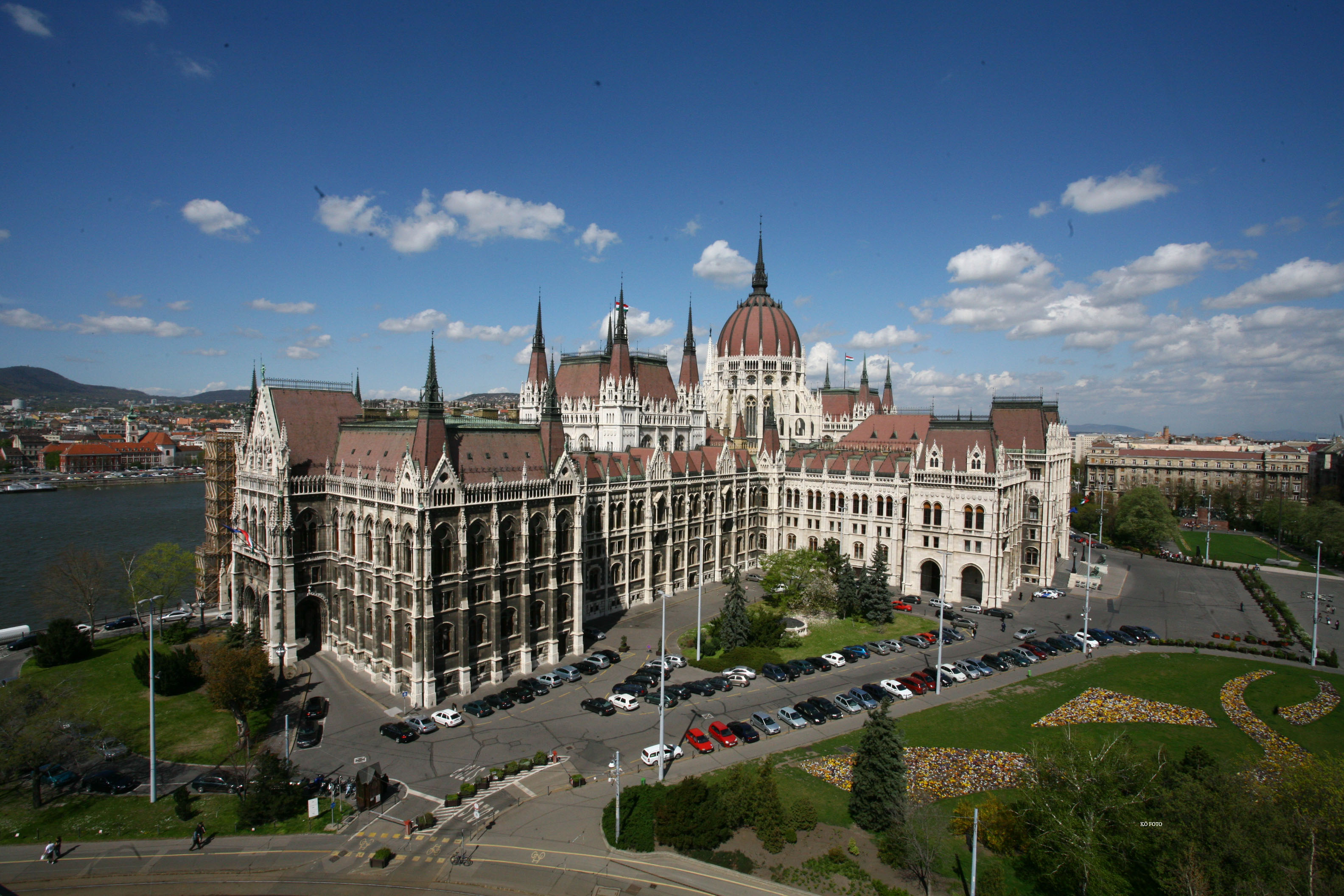
헝가리 국회의사당은 코슈트 러요시 광장 서쪽에 위치한다.

코슈트 러요시 광장(헝가리어: Kossuth Lajos tér)은 헝가리 부다페스트 5구 다뉴브강을 따라있는 광장이다. 광장에는 국회의사당 건물이 있으며, 부다페스트 지하철 2호선 코슈트 러요시 테르 역하고 가깝다.

## 개요
국회의사당 정면에는 코슈트 러요시 기념비와 승마 모습의 라코치 페렌츠 2세 동상, 그리고 1956년 헝가리 혁명에 대한 기념비가 세워져 있다.

## 주변
광장 주변에는 많은 부처와 법원, 사무실 등이 세워져있다.
- 국회의사당
- 부다페스트 민족박물관
- 헝가리 농무부
- 다뉴브강